# Мануэль-Эсекиэль-Брусуаль
Мануэль-Эсекиэль-Брусуаль (исп. Manuel Ezequiel Bruzual) — муниципалитет в составе венесуэльского штата Ансоатеги. Административный центр — город Кларинес. Муниципалитет назван в честь Мануэля Эсекиэля Брусуаля, который в 1868 году был президентом Венесуэлы.

## Административное деление
Муниципалитет делится на 3 прихода:
- Кларинэс
- Гуанапе
- Сабана-де-Учире